# Pecixe
Pecixe je otok u Gvineji Bisau. To je obalni otok koji pripada regiji Cacheu i sektoru Caió. Njegova površina je 167 km2. Na otoku živi 3207 stanovnika (popis iz 2009.); najveće selo je Cassaca. Jezik otoka navodno je mandjak, jezik Gvineje Bisau s više od 72 000 govornika. Otok Jeta nalazi se na zapadu. To je 3 km od kopna, oko 50 km zapadno od glavnog grada Bissaua.

## Klima
Cassaga, najveće selo na otoku, ima tropsku klimu savane (Aw) s malo ili nimalo padalina od studenog do svibnja i jakim do iznimno obilnim oborinama od lipnja do listopada.